# Clifford David
Clifford David (Toledo, Ohio, 1928. június 30. – Los Angeles, Kalifornia, 2017. november 30.) amerikai színész.

## Filmjei

### Mozifilmek
- Street of Sinners (1957)
- The Last Mile (1959)
- Bandita kerestetik (Invitation to a Gunfighter) (1964)
- Hamlet (1964)
- The Party's Over (1965)
- Riot (1969)
- A Betsy (1978)
- Feltámadás (Resurrection) (1980)
- Apacserőd Bronxban (Fort Apache the Bronx) (1981)
- Agent on Ice (1986)
- Bill és Ted zseniális kalandja (Bill & Ted's Excellent Adventure) (1989)
- Ördögűző 3. (The Exorcist III) (1990)
- Piroszexi – Lángoló vonzalom, avagy a szerelem kalózai (Pyrates) (1991)
- Changes of Distance (1996, rövidfilm)
- Pharaoh's Heart (2002, rövidfilm)
- Jelek (Signs) (2002)
- Kinsey (Kinsey) (2004)
- The Exorcist III: Legion (2016)

### Tv-filmek
- Androcles and the Lion (1967)
- The Missiles of October (1974)
- Fear on Trial (1975)
- Blind Ambition (1979)
- Ebony, Ivory and Jade (1979)
- Teljes szívvel (Matters of the Heart) (1990)

### Tv-sorozatok
- Douglas Fairbanks, Jr., Presents (1953, egy epizódban)
- Star Tonight (1955, egy epizódban)
- Kraft Television Theatre (1956, egy epizódban)
- Armstrong Circle Theatre (1956–1963, három epizódban)
- The Big Story (1957, egy epizódban)
- The DuPont Show of the Month (1958, egy epizódban)
- Decoy (1958, egy epizódban)
- Great Ghost Tales (1961, egy epizódban)
- Camera Three (1964, egy epizódban)
- The Big Valley (1969, egy epizódban)
- The Bold Ones: The Protectors (1970, egy epizódban)
- The Bold Ones: The Lawyers (1971, egy epizódban)
- Ironside (1971, egy epizódban)
- Nichols (1971, egy epizódban)
- McMillan & Wife (1972, egy epizódban)
- The Mod Squad (1972, egy epizódban)
- Bonanza (1972, egy epizódban)
- Mary Tyler Moore (1974, egy epizódban)
- Archer (1975, egy epizódban)
- Baretta (1975, egy epizódban)
- Harry O (1975, két epizódban)
- Joe Forrester (1975, egy epizódban)
- Matt Helm (1975, egy epizódban)
- Bert D'Angelo/Superstar (1976, egy epizódban)
- Police Woman (1976, két epizódban)
- A Woman Called Moses (1978, egy epizódban)
- Charlie angyalai (Charlie's Angels) (1978, egy epizódban)
- Insight (1978, egy epizódban)
- The Edge of Night (1979–1980, kilenc epizódban)
- Ryan's Hope (1981, egy epizódban)
- The Equalizer (1986, egy epizódban)
- Gyilkos sorok (Murder, She Wrote) (1995, egy epizódban)
- Ötösfogat (Party of Five) (1996, egy epizódban)
- Murphy Brown (1998, egy epizódban)
- It's Like, You Know... (1999, egy epizódban)
- Esküdt ellenségek: Bűnös szándék (Law & Order: Criminal Intent) (2001, egy epizódban)
- Will és Grace (Will & Grace) (2003, egy epizódban)
- Esküdt ellenségek (Law & Order) (2005, egy epizódban)

## További információ
- Clifford David a PORT.hu-n (magyarul)
- Clifford David az Internetes Szinkronadatbázisban (magyarul)
- Clifford David az Internet Movie Database-ben (angolul)
- Clifford David a Rotten Tomatoeson (angolul)